# 高木凛
高木 凛（たかぎ りん、1947年 7月31日 - ）は、日本の脚本家、ノンフィクション作家。本名：堀川 光子（ほりかわ みつこ）。東京都出身。夫は、日本のテレビドラマの演出家・プロデューサーおよび映画監督である堀川とんこう。日本脚本家連盟所属。

## 来歴
児童書の出版社勤務等を経て、新人テレビシナリオコンクール（鳩のいる風景）・城戸賞（ひかり）入選を機に1980年代後半からテレビ・ラジオの脚本家として活動。
『黄色い髪』（NHK）、『否認』（NHK）、『息子よ』（TBS）などを手がけ、『父系の指』（TBS）では1994年度ギャラクシー賞大賞を受賞。その後、病気療養で訪れた沖縄の風土に魅せられて、東京・赤坂に沖縄食材を活かした沖縄懐石料理店「赤坂潭亭」（あかさかたんてい）を開業。
この間もテレビ・ラジオドラマ執筆と同時にノンフィクションの取材活動にも意欲的に着手。『湖に佇つ人』（テレビ東京）、ラジオドラマ『夢見た旅』『骨たち』『ぬばたまの闇にみえつつ』『パイパテローマ』（NHK）（1997年文化庁芸術祭優秀賞）、『田辺元・野上弥生子往復書簡』（2010年）など。
2004年、雑誌『毎日が発見』12月号より、〈シャンソン歌手・石井好子、歌い続けて〉のインタビューを毎回、「生きるということ」、「食べるということ」、などのタイトルで、2005年4月号まで連載。石井は最終回で「心友・照屋敏子」を語る。石井と照屋、強く生きる二人の交友に心惹かれた高木は、独自に戦前・戦後・復帰の時の敏子の足跡を追う。
2008年には戦後、沖縄の自立のために多くの事業を起こし、大宅壮一に「沖縄に男あり」と言わしめた“海の女王”照屋敏子・初の本格的評伝。『沖縄独立を夢見た伝説の女傑 照屋敏子』（小学館）を出版。第14回小学館ノンフィクション大賞を受賞。
2009年には琉球の古書『御膳本草』から料理を再現した『大琉球料理帖』（新潮社）を出版。だがこの『料理帖』は素材や作りかたは丁寧に書かれているが、料理本につきもののレシピ（調味料の割合）が書かれていない。むしろ琉球が中国と薩摩に両属しながら琉球文化を花開かせた、本土に暮らす日本人の知らない古琉球時代の風俗や庶民の暮らしが食を通して描かれている、不思議な料理本である。再びの病を得て、沖縄懐石料理「赤坂潭亭」は2011年に代表退任。
仕事場を港区から世田谷に移転。この時、一枚の「赤い絵」と再会する。その絵とはかつて、ベルリンの壁崩壊後のドイツを旅した時、土産にと勧められた版画であった。「赤い絵」は2009年、江戸東京博物館で開催された「よみがえる浮世絵展」の表紙を飾っていた。『渡邊木版美術画舗』の協力のもと、「新版画」を興した版元の生涯をたどる。
2013年、江戸から明治へという大きな時代のうねりの中で日本固有の浮世絵版画の技術が消失することに危機感を抱いた男が、版元となり「大正新版画」として浮世絵再興に挑む姿を描いた『最後の版元―浮世絵再興を夢みた男・渡邊庄三郎』（講談社）を出版。「新版画」はスティーブ・ジョブズなどもコレクション。
湯河原に居を移し、2018年に珈琲好きの夫・堀川とんこうと共に「カフェレストラン宮上倶楽部」を開業。
2020年3月28日、夫が扁平上皮癌（肺癌）により死去。2009年に出版した『大琉球料理帖』の英語版『Traditional Cuisine of the Ryukyu』と題して出版文化振興財団により2020年3月27日に北米中心に発売された。
2023年9月、療養のため「宮上倶楽部」を閉店。

## 主な受賞歴
- 第12回城戸賞入選（「ひかり」[2] で、1986年）(鈴木 光子として）
- 第25回テレビシナリオコンクール入賞（「鳩のいる風景」で1986年）
- 第32回ギャラクシー賞大賞（「父系の指」で、1995年）
- 第46回文化庁芸術選奨芸術作品賞（「父系の指」で、1996年）
- 第52回文化庁芸術祭優秀賞（「パイパテローマ[3]」で、1997年）
- 第14回小学館ノンフィクション大賞（沖縄独立を夢見た伝説の女傑　照屋敏子で、2007年）

## 主な作品

### 脚本
- 教室（TBS、1989年）
- 黄色い髪[4]（NHK、1989年）
- 息子よ[5]（TBS、1989年）※旧厚生省中央児童福祉審議会特別賞を受賞。
- 否認[6]（NHK、1994年）
- 父系の指[7]（TBS、1995年）※第32回ギャラクシー賞大賞を受賞
- 夫婦善哉[8]（テレビ東京、1995年）※ギャラクシー賞優秀賞を受賞。
- 結婚はいかが？[9]（NHK、1996年）
- パイパテローマ[10]（NHK FMラジオ、1997年）※文化庁芸術祭優秀賞

## 著書

### ノンフィクション
- 『沖縄独立を夢見た伝説の女傑　照屋敏子[11]』（小学館、2007年）
- 『最後の版元―浮世絵再興を夢みた男・渡邊庄三郎[12]』（講談社、2013年）
- 『大琉球料理帖』（新潮社、2009年）
- 『Traditional　Cuisine　of　the　Ryukyu　Island　英文版：大琉球料理帖』（出版文化振興財団、2020年）